# Céramique Moorcroft
Moorcroft est une manufacture de céramique britannique basée à Burslem, Stoke-on-Trent, Staffordshire, qui a été fondée à la fin du XIXe siècle par William Moorcroft.

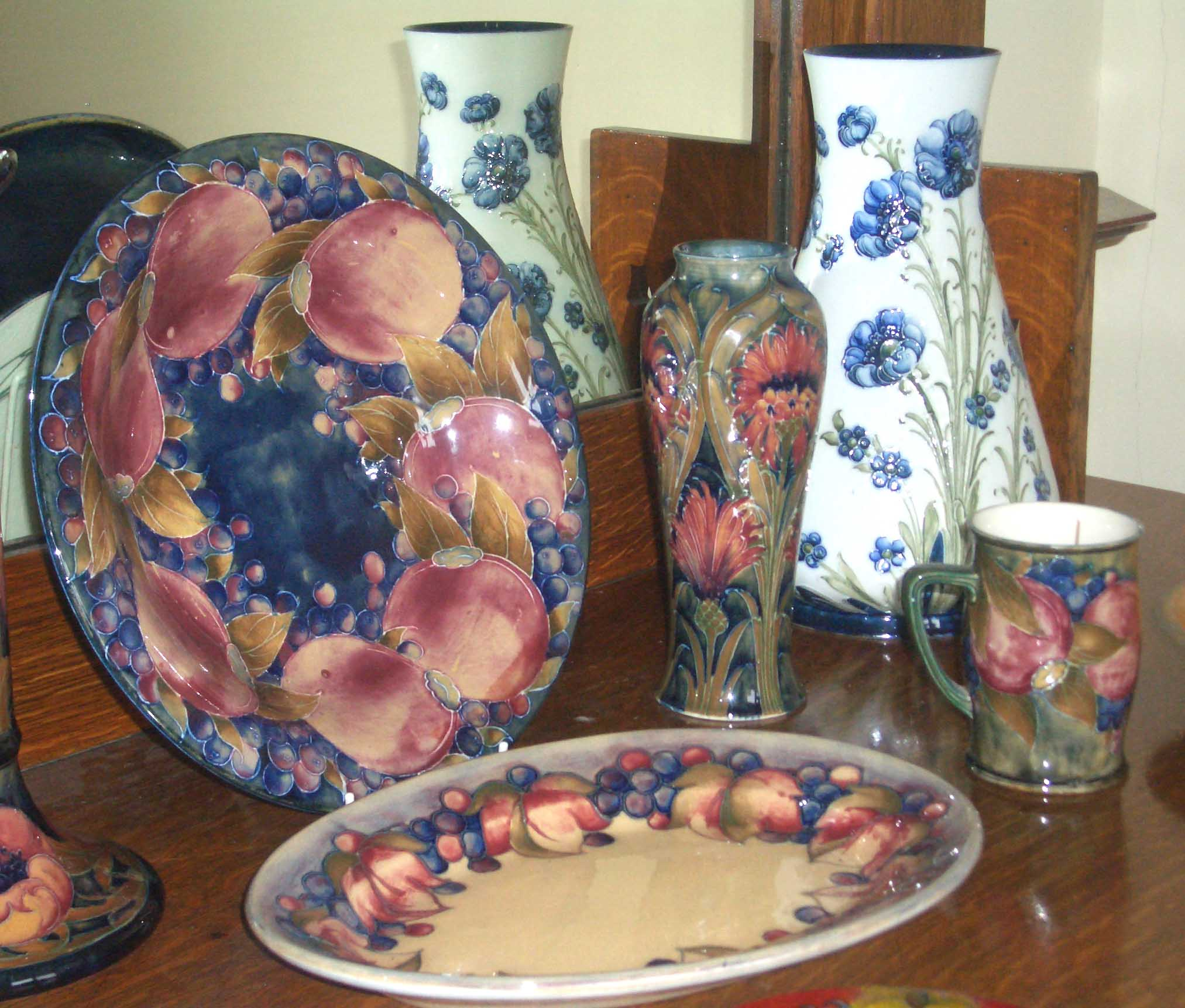
Ensemble de céramiques William Moorcroft, 1913-1930. Au centre se trouve un grand
vase du premier type "Florian" produit par Macintyre. Les deux assiettes et le gobelet portent le décor "grenade".

## Historique
En 1897, la manufacture  James Macintyre & Cie SA, du Staffordshire, engage William Moorcroft, un jeune designer de 24 ans. Un an plus tard, il prend en charge le studio de création de la manufacture. La première gamme de céramiques de William Moorcroft, appelée "Florian Ware", est un grand succès et lui vaut une médaille d'or à l'Exposition Internationale de Saint-Louis de 1904.

Fait inhabituel à cette époque, il adopte la pratique consistant à signer de son nom ou de ses initiales presque toutes les céramiques qu'il a conçues, ou bien dont il a personnellement supervisé la production.

Son succès éclipse rapidement les autres activités manufacturières de Macintyre. Les frictions avec ses employeurs aboutissent à leur décision, en 1912, de fermer son studio. Il crée l'année suivante sa propre société et transfère sa production de poterie dans une toute nouvelle usine à proximité.

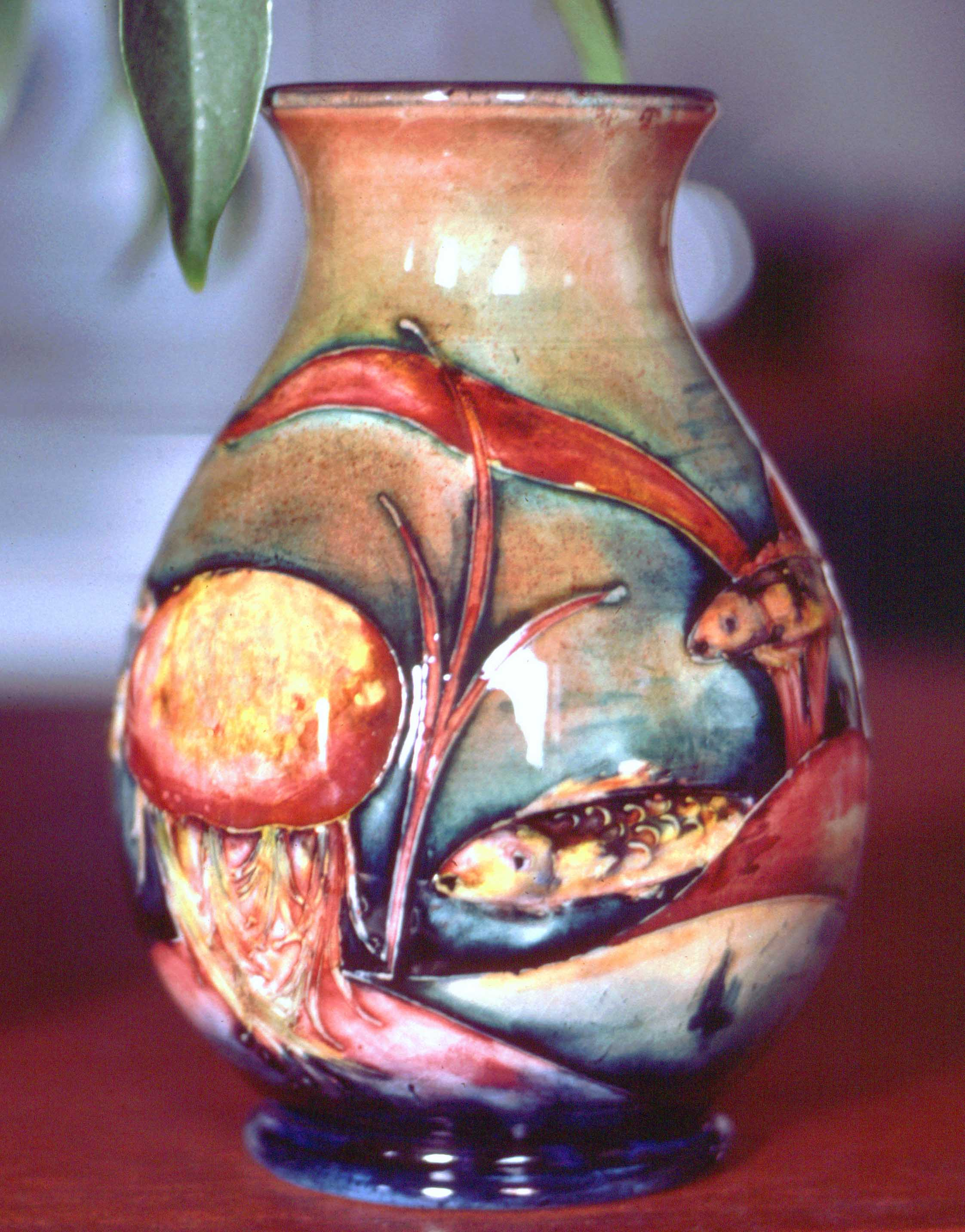
Vase William Moorcroft, décor cloisonné aux poissons et glaçure irisée, 1930

La manufacture Moorcroft a produit une vaste gamme de pièces de vaisselle à prix modérés en plus de ses célèbres poteries d'art en émail cloisonné, décorées à la main.

La réputation de Moorcroft s'amplifia lorsque la Reine Mary, collectionneur passionnée de ses œuvres, lui accorda une entrevue en 1928. En 1945, peu de temps avant la mort de William, son fils aîné, Walter Moorcroft, prit le contrôle de l'entreprise dont il poursuivit le développement. Le mandat royal fut renouvelé à son nom en 1946.
De sa création au sommet de son développement sous Walter Moorcroft, la société fut financée en collaboration avec le célèbre magasin londonien Liberty. Moorcroft rachètera les parts du magasin Liberty en 1962.

La hausse combinée des coûts de l'énergie et du travail entraîna Moorcroft, avec son fort taux de main d'œuvre hautement qualifiée, vers des difficultés financières. Une partie de la société a été vendue aux frères Roper en 1984, en une tentative de produire en masse la poterie Moorcroft. Cette tentative a échoué et les parts des frères Roper ont été revendues à leurs partenaires commerciaux Hugh Edwards et Richard Dennis en 1986. En 1992, Dennis et sa femme Sally Tuffin, créatrice de poterie, ont quitté l'entreprise, laissant la famille Edwards comme seuls propriétaires (cela reste le cas en 2008).
Walter Moorcroft a pris sa retraite comme directeur du design en 1987, mais a continué à contribuer jusqu'à sa dernière conception lancée en 1999, "Rock of Ages". En 1993, Rachel Bishop, 24 ans a rejoint la société en tant que designer senior.
Faisant remonter la fondation de Moorcroft à l'établissement initial de l'atelier Macintyre avec William Moorcroft en 1897, Moorcroft a célébré son centenaire en 1997. En 2008 Moorcroft a créé un nouveau studio de design, chargeant plusieurs designers talentueux d'étendre sa gamme de produits.

## Caractères stylistiques

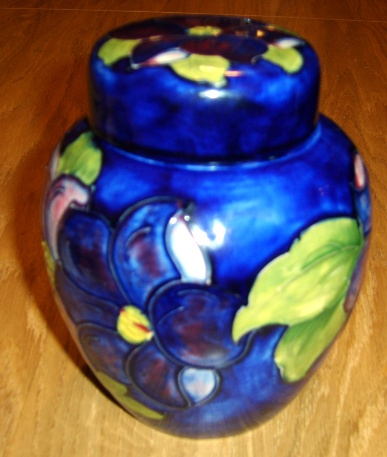
Pot à gingembre Moorcroft, décor "Clematis".

À ses débuts chez Macintyre, William Moorcroft créé et conçoit pour la société Aurelian des poteries de style victorien, aux décors imprimés et émaillés dans des tons rouges, bleu et or. Apparu peu de temps après, son style Art nouveau influencé par le Florian Ware est entièrement décoré à la main, avec des motifs cloisonnés délimités par une ligne d'engobe déposée à l'aide d'une poire.
Cette technique a été utilisée depuis lors dans la quasi-totalité de la poterie d'art Moorcroft, la distinguant de la masse des poteries concurrentes. Le père et le fils ont également expérimenté des techniques de glaçures irisées, cuites à haute température avec des vernis aux couleurs éclatantes.

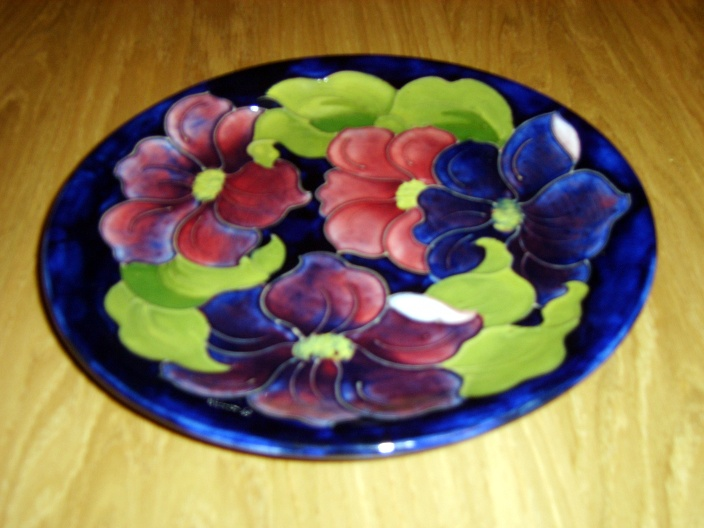
Plat Moorcroft, décor "Clematis".

Les créations plus tardives de Walter Moorcroft reflètent le style plus simple de son époque. Les modèles actuels du studio  Moorcroft conservent de fortes influences de l'époque fondatrice de William Moorcroft conjuguées avec les évolutions des techniques d'émaillage. Destinés à un marché de luxe et de collectionneurs, ce sont généralement des vases, des plats ou des embases de lampes de différentes formes et tailles. Ils ont une valeur élevée sur le marché secondaire.